# Heliocontia apicatis
Heliocontia apicatis là một loài bướm đêm trong họ Noctuidae.